# Jan Truszczyński
Jan Stanisław Truszczyński (ur. 30 lipca 1949 w Warszawie) – polski dyplomata, urzędnik państwowy, w latach 2001–2005 wiceminister spraw zagranicznych.

## Życiorys
W 1972 ukończył studia na Wydziale Handlu Zagranicznego Szkoły Głównej Planowania i Statystyki, uzyskując tytuł zawodowy magistra ekonomii, specjalizując się w zakresie integracji europejskiej. Odbył następnie studia podyplomowe z niemcoznawstwa (1975) i prawa międzynarodowego publicznego (1985).
Od 1972 pracował w Ministerstwie Spraw Zagranicznych, zajmując stanowisko eksperckie ds. integracji europejskiej. W latach 1978–1982 pełnił funkcję II sekretarza Ambasady PRL w Hadze. Przez rok (1988–1989) był radcą Ambasady RP w Brukseli, a od 1989 do 1993 radcą ministrem pełnomocnym w Przedstawicielstwie RP przy Wspólnotach Europejskich w Brukseli.
W latach 1996–2001 pełnił urząd ambasadora RP przy Unii Europejskiej. 1 lutego 2001 został powołany na stanowisko podsekretarza stanu w Kancelarii Prezydenta RP. Od 23 października 2001 był podsekretarzem stanu w MSZ, a od grudnia 2001 do lipca 2003 zajmował równolegle stanowisko pełnomocnika rządu ds. negocjacji o członkostwo RP w Unii Europejskiej. 11 stycznia 2005 został mianowany sekretarzem stanu w MSZ. W oświadczeniu lustracyjnym przyznał się, iż był tajnym i świadomym współpracownikiem służb specjalnych PRL.
Po odejściu z resortu w październiku 2005 został dyrektorem zarządzającym Fundacji Współpracy Polsko-Niemieckiej. W październiku 2006 objął funkcję wicedyrektora generalnego w Dyrekcji Generalnej ds. Rozszerzenia UE w Komisji Europejskiej. W październiku 2009 ogłoszono jego nominację na dyrektora generalnego ds. edukacji i kultury UE.

## Odznaczenia
W 2005 został odznaczony Legią Honorową V klasy. W tym samym roku został wyróżniony przez prezydenta Aleksandra Kwaśniewskiego Krzyżem Komandorskim Orderu Odrodzenia Polski.

## Życie prywatne
Jan Truszczyński jest żonaty, ma dwoje dzieci.